# Burkade skratt
Burkade skratt, burkskratt eller skratt på burk är ett slags ljudspår med en publik som skrattar. Ljudet används för att skapa en illusion av att serien är inspelad inför publik när den inte är det, ofta till olika komediserier. Syftet är att TV-tittarna ska bli engagerade och få känslan av ett liveframförande där de befinner sig bland glada människor.
Burkade skratt kommer av ordet burka i betydelsen att lägga mat på burk.

## Historik

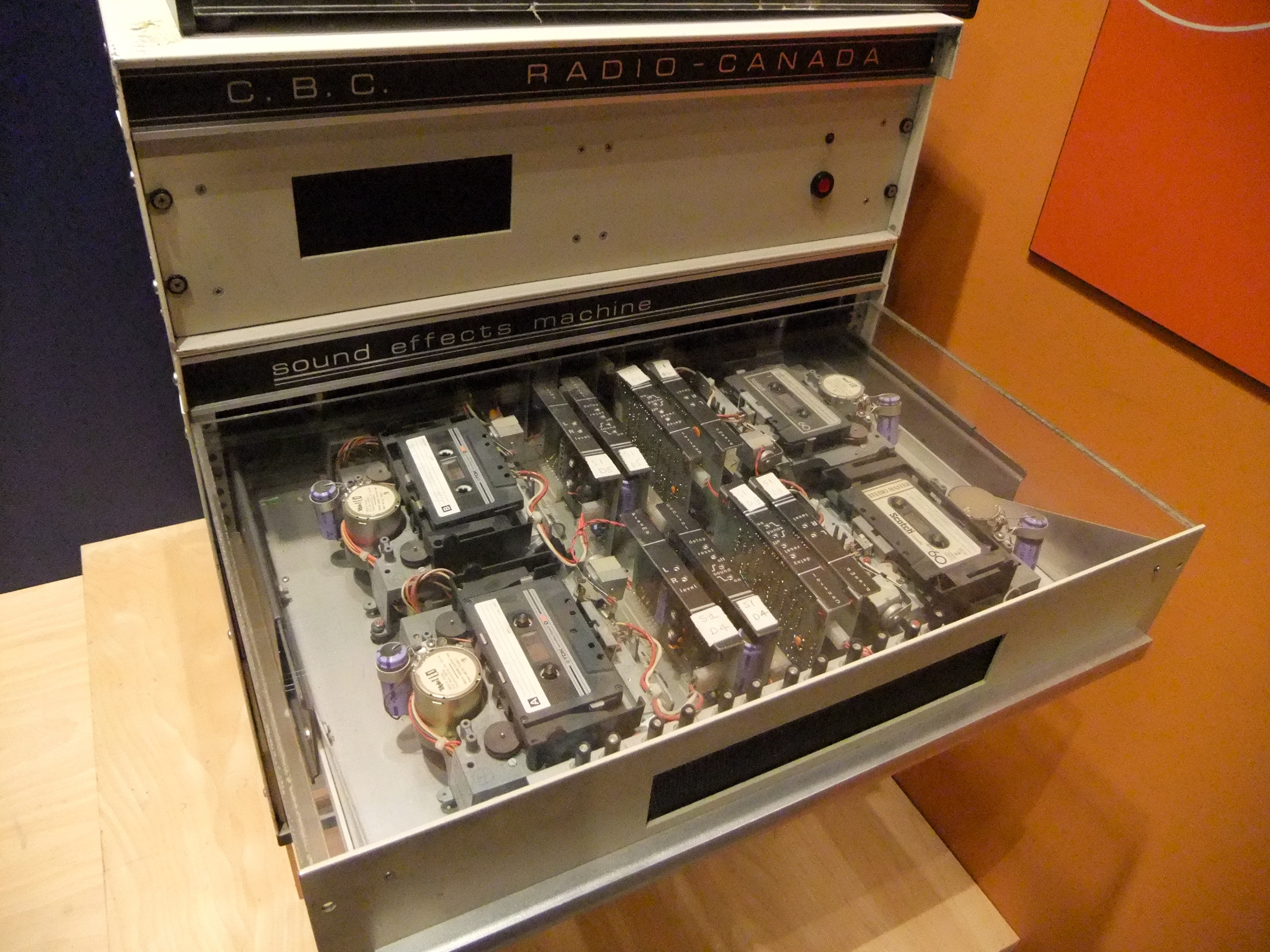
En apparat som spelar upp skratt och andra ljudeffekter från kassettband, på ett museum i Toronto.

Inspelat skratt har använts sedan 1940-talets amerikanska radioprogram. Charles "Charlie" Douglass, som arbetade med tekniken för direktsända TV-program, skapade den första apparaten som var avsedd för att lagra och spela upp publikskratt. Det var tidigt under 1950-talet och han kallade den Laff Box. I början av 2000-talet var hans uppfinning komprimerad till storleken av en bärbar dator och gjorde det möjligt att kombinera 40 av de tillgängliga publikljuden. Inte enbart skratt, utan även andra publikreaktioner som flämtningar, gråt och stön. Apparaten har inspelningar av publik från olika kulturer, då publikljud kan skilja sig märkbart.

## Exempel på TV-serier där man använder sig av burkade skratt
- Familjen Flinta (The Flintstones)
- Kärlek ombord (The Love Boat)
- M*A*S*H
- Mupparna (The Muppet Show)
- How I Met Your Mother
- 'Allå, 'allå, 'emliga armén